# 有隣会

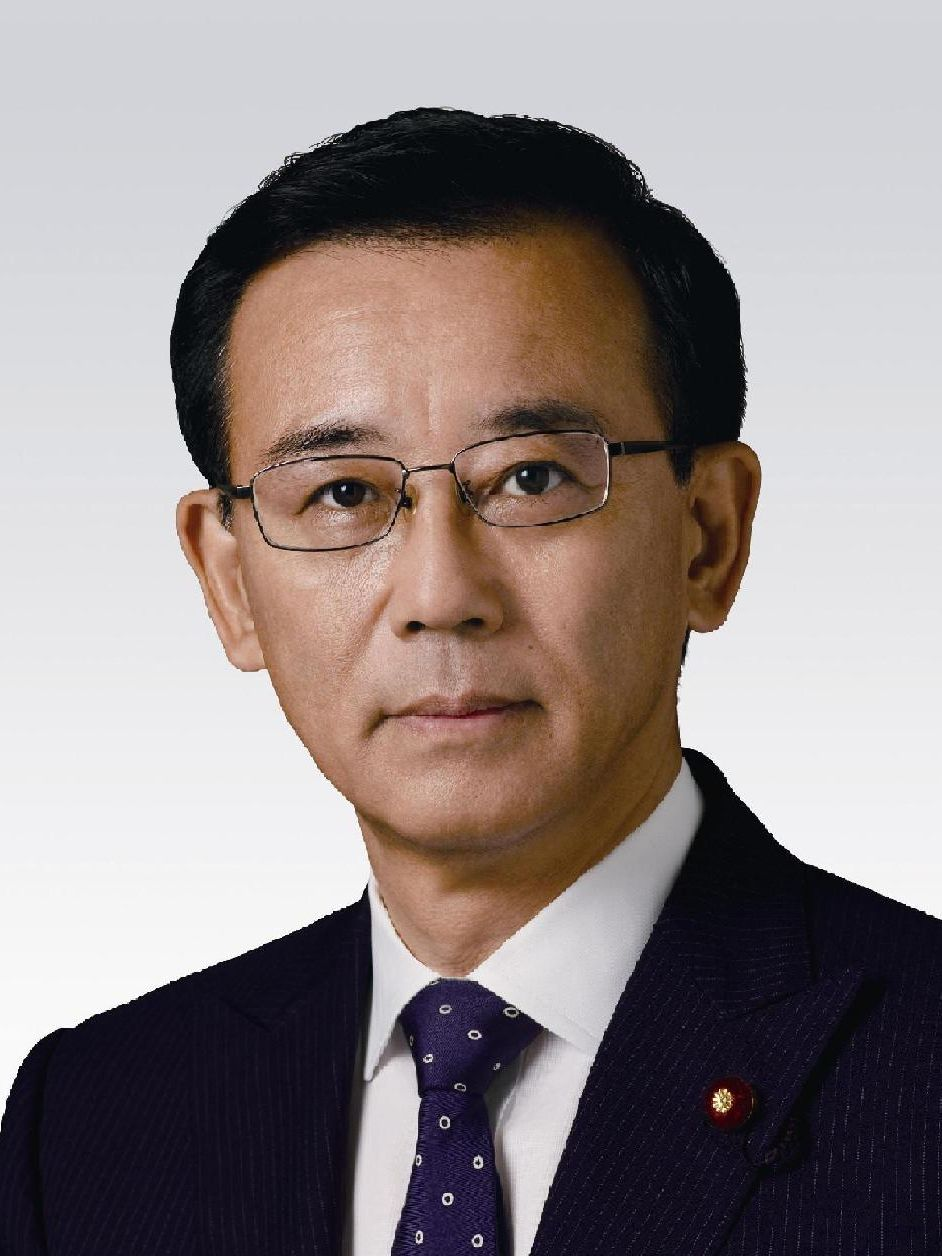
宏池会・谷垣派第三代会長
谷垣禎一

有隣会（ゆうりんかい）は、かつて存在した谷垣禎一を中心とした自由民主党のグループ。
本稿では、宏池会から分裂し、加藤派→旧加藤派→小里派→谷垣派→谷垣グループの通称で呼ばれ、前身にあたる宏池会分派についても扱う。
元々は、2000年の加藤の乱において、当時の宏池会会長だった加藤紘一を支持したグループによる派閥だった。

## 沿革

### 宏池会分裂

#### 加藤派

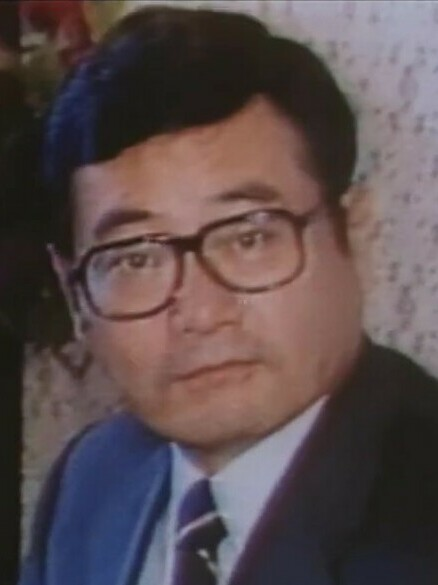
加藤紘一

2000年の加藤の乱を受け、2001年に宮澤喜一・古賀誠らは堀内光雄を代表とする宏池会（新財政研究会・堀内派）を結成し、加藤派を離脱。留まった加藤紘一らは、加藤を代表とする宏池会（木曜研究会・加藤派）として改めて活動を始めたものの、大半の議員が堀内派へと移ったため、第2派閥から第6派閥へと転落した。

#### 小里派

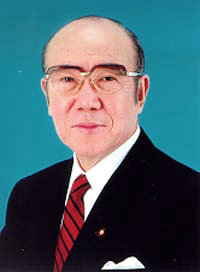
小里貞利

2002年3月に加藤が自身の秘書が逮捕される事件を受けて自民党を離党、派閥退会、議員辞職したため、小里貞利が旧加藤派会長代行を務め、改めて正式に小里派会長に就任した。2003年に加藤が衆院選で当選し、復会。2005年8月、小里が政界引退を表明。

#### 谷垣派
同年9月、加藤が派閥を離脱したため、会長に谷垣禎一を選出して谷垣派となった。少数派の結束力は強く、谷垣が2006年自民党総裁選に出馬する際も総裁候補派閥として一致結束して谷垣を支えた。
総裁選では最下位に終わったが、とりわけ国会議員票において想定以上の票を集めるなど、総裁選出馬には一定の意味があったとする見方が多い。総裁選後成立した第1次安倍内閣においては閣僚・党三役への登用はなく、外務大臣に留任した麻生太郎との処遇の差が際立つことになった。一方、衆議院議院運営委員長には谷垣側近中の側近の逢沢一郎が就任した。9月の第1次安倍内閣退陣後の2007年総裁選では谷垣自身の出馬が検討されたが、福田康夫が出馬を表明するといち早く派として支持を打ち出す。第1次安倍政権で冷遇されたことや、安倍と近い関係の麻生に反発する向きもあったため、谷垣派は福田支持で固まり、福田政権への流れを作った。続く党役員人事で谷垣が政調会長となり、主流派に返り咲いた。

### 古賀派への合流
第1次安倍内閣退陣後の「麻生包囲網」を受け、谷垣派と古賀派の関係は緊密化し、2007年末になって麻生派抜きの「中宏池会」として古賀派と谷垣派が2008年5月にも再合流することで両派閥が合意し、 2008年5月13日、古賀派に合流した。新宏池会では古賀が派閥会長になったものの、旧谷垣派からは谷垣が代表世話人に、川崎二郎が副会長に、逢沢一郎が事務総長に、それぞれ就任した。

#### 谷垣総裁時代
2009年、自民党が野党に転落した第45回衆院選では宏池会も所属衆議院議員を25人と半減させたものの、第1派閥の清和政策研究会、第2派閥の平成研究会がそれぞれ1/3に議席数を減らしたため、衆議院では第1派閥となった。
麻生の総裁退任を受けた9月の2009年総裁選では、谷垣禎一が勝利。自派も含めて幅広く支持を集めての圧勝だったものの、小野寺五典が自ら立候補を模索した上で河野太郎支持に回ったほか、菅義偉も派閥を退会して河野を積極的に支持するなど、総裁選は派閥単位の動きよりは世代対立の様相を呈した。宏池会が総裁派閥となるのは、前回の野党転落時の河野洋平以来14年ぶりで、党中央への権限集中をもたらす小選挙区制が定着したものの、国政選挙での相次ぐ退潮で議員の数も減った状況で、総裁派閥としてのメリットを生かせるかは微妙な情勢となっていた。
自由民主党総裁だった谷垣が再選を目指し、2012年総裁選への立候補に意欲を示す中、谷垣の出身派閥の領袖である古賀誠が「若い人へバトンタッチするべき」として、谷垣の出馬に反対の意向を示した。谷垣に近い古賀派議員が反発する中、古賀は参議院議員から初めてとなる立候補を目指した林芳正の支援に乗り出した。最終的に谷垣は、当時の執行部の一員で幹事長の石原伸晃が立候補することを受け、執行部として候補を一本化するために立候補の断念に追い込まれた。こうした状況に派閥内部では対立が激化、古賀も会長職を辞任した。
古賀の会長辞任に伴い、宏池会は派閥の会長を岸田文雄に禅譲し、派閥の座長に林芳正が就任し、古賀は名誉会長に就任した。これを受け、マスメディアでは岸田派と呼ばれるようになる。この過程で、古賀の谷垣への再選不支持などに反発した谷垣に近い逢沢一郎や川崎二郎などの約10人の旧谷垣派出身議員が退会届を提出した。また、党の慣例に従い総裁任期中派閥を離脱していた谷垣が総裁退任後も宏池会への復帰を見送り、宏池会を退会した逢沢らが谷垣により発起された勉強会に参加するなど、事実上の分裂状態となった。

### 谷垣グループ「有隣会」の結成
2012年10月、旧谷垣派出身議員らが会合を開き、谷垣と川崎を顧問としたグループを立ち上げることを決定。同月31日、「有隣会」を結成した。会の名称は、論語の「徳不孤 必有隣」に由来し、「人間の素直な本性のままに生きる者は、独りにはならない。いつしか同志が集まり必ず隣に人がいるものだ」という意味を持つ。古賀派を離脱した旧谷垣派系議員以外にも、9月の総裁選で谷垣支持を表明していた今村雅弘や棚橋泰文など、無派閥議員も加わった。
報道では谷垣グループと呼ばれることがある。既存派閥のように所属議員を締め付けず、派閥よりも緩やかなグループとして活動する方針であり、他派との重複参加も認められる。また、派閥と異なり木曜日に定期例会を開催するのではなく、水曜日に勉強会を開催している。このため、派閥にこだわらない若手や情報交換を目的とするベテランの受け皿となっており、実際に岸田派の金子原二郎、竹下派の二之湯智など、衆参7人の他派所属議員が参加している。
その後、総選挙後に発足した第2次安倍内閣に谷垣は法務大臣として入閣。2014年9月3日の内閣改造・党役員人事で、幹事長に就任。約2年勤め上げた。また、メンバーである中谷元、遠藤利明、山本公一が、第3次安倍内閣以降、順次入閣している。
安倍晋三首相は、2016年夏に予定されていた内閣改造・自民党役員人事で谷垣幹事長を続投させる方針であったが、2016年7月16日、谷垣がサイクリング中に転倒し、頸髄損傷で入院。谷垣は辞任の意向を示し、8月3日、幹事長は二階俊博に交代した。
2017年に入ると、麻生派と山東派（番町政策研究所）に谷垣グループも加えた合流へ向けた動きが模索されるが、谷垣は難色を示す。
こうした中、2017年5月12日、麻生派、山東派との合流へ向け佐藤勉衆院議員ら6名が佐藤グループとなる「天元会」を設立。佐藤ほか棚橋泰文、安藤裕、阿部俊子の4名は谷垣グループを離脱した。離脱した4名は麻生、山東両派と共に志公会に参加した。

#### 谷垣引退後
谷垣は2017年10月の第48回衆議院議員総選挙に出馬せず政界を引退した。
2019年11月にグループの体制を更新し、中谷とともに代表世話人を務めていた逢沢が顧問になり、新たに遠藤が代表世話人に昇格した。
2020年9月の総裁選では特定の候補の支持はせず、両代表世話人の内、中谷元は石破を支持する一方、遠藤利明は岸田陣営の選挙対策本部長を務め、対応が分かれる形となった。
2021年9月の総裁選で宏池会会長の岸田文雄を支持し、開票の結果、岸田が当選した。当選後の党人事で岸田陣営の選挙対策本部長を務めた遠藤利明が選挙対策委員長に起用され、第1次岸田内閣では旧竹下派と重複して所属している金子原二郎、二之湯智がいずれも初入閣を果たすなど、主流派入りした。
2022年、グループ会合の定例日を水曜日から木曜日に変更。翌2023年6月7日、代表世話人の遠藤利明が派閥化を検討する考えを表明し、その上でグループとして認めている他派閥との掛け持ちを派閥化後も容認する考えを示したものの、グループ内からは反対する声も挙がったため、同年8月22日に遠藤が派閥化を断念する意向を示した。
2023年9月に発足した第2次岸田第2次改造内閣では加藤鮎子が初入閣した。
2024年1月25日、幹部会合で解散が決定。26日の臨時総会で正式決定した。同年9月26日に政治団体の解散届を総務相宛てに提出し、正式に解散した。グループの残金は解散時点での所属議員で分け合った。

## 解散時の構成

### 役員
| 特別顧問   | （谷垣禎一）            |
| 顧問       | （川崎二郎） 逢沢一郎   |
| 代表世話人 | 中谷元（筆頭） 遠藤利明 |
| 事務総長   | 小里泰弘                |

（2019年11月時点）

### 衆議院議員
| 逢沢一郎 （12回、岡山1区）            | 中谷元 （11回、高知1区）                 | 遠藤利明 （9回、山形1区）               | 小里泰弘 （6回、比例九州・鹿児島3区） |
| 牧原秀樹 （5回、比例北関東・埼玉5区） | 井林辰憲 （4回、静岡2区）                | 大串正樹 （4回、比例近畿・兵庫6区）     | 小田原潔 （4回、東京21区）            |
| 黄川田仁志 （4回、埼玉3区）           | 星野剛士 （4回、比例南関東・神奈川12区） | 務台俊介 （4回、比例北陸信越・長野2区） | 加藤鮎子 （3回、山形3区）             |
| 本田太郎 （2回、京都5区）             | 深澤陽一 （2回、静岡4区）                | 川崎秀人 （1回、三重2区）               | 保岡宏武 （1回、比例九州）            |

（計17名、うち他派との重複8名）

### 参議院議員
| 橋本聖子 （5回、比例区） | 松下新平 （4回、宮崎県） | 吉川有美 （2回、三重県） |

（計3名、いずれも他派と重複）

## かつて在籍していた人物
- 今村雅弘 - 有隣会結成時に参画した。平成研究会から志帥会に移籍するまでの間に在籍していた。
- 徳田毅 - 徳洲会事件を巡り、2013年11月14日に自由民主党離党。翌年2月24日に議員辞職。
- 三ツ矢憲生 - 宏池会と重複して在籍し2014年まで有隣会に会費を納付していたが、2015年度から会費納付を行っていない[26]。
- 佐藤勉、棚橋泰文、安藤裕、阿部俊子 - 2017年5月に退会し、天元会を一旦設立。これを経て、志公会結成に参画。
- 田中英之
- 田野瀬太道 - 近未来政治研究会にも所属。2021年2月1日離党したが、第49回衆議院議員総選挙での当選後、追加公認され復党。
- 山下貴司 - 水月会と重複で在籍していたが2021年12月2日、石破派が派閥からグループへ移行した事に伴い有隣会を含む全ての派閥・グループを退会した。
- 秋本真利 - 2023年8月5日離党。同年9月7日、受託収賄容疑で逮捕[27]。
- 柿沢未途 - 2023年12月14日離党。
- 二之湯智 - 2024年2月6日離党。

### その他国政選挙落選・引退者
※は、国政選挙落選者、◆は、政界を引退した者、●は、故人。括弧内は、議員でなくなった時点での議会所属。
- 谷垣禎一◆（衆・京都5区）
- 島田佳和※（衆・比例東海）
- 園田博之●（衆・比例九州）
- 川崎二郎◆（衆・比例東海）
- 山本公一●（衆・愛媛4区）
- 金子原二郎◆（参・長崎県）
- 園田修光※（参・比例区）